# ふしだらな女
『ふしだらな女』（ふしだらなおんな、原題：Easy Virtue）は1927年に製作されたイギリスの映画である。アルフレッド・ヒッチコック監督作品。イザベル・ジーンズ主演。

## あらすじ
画家と不倫の罪で離婚となったラリータ・フィルトンは、南フランスで若いイギリス紳士ジョン・ホイットテッカーと知り合い、再婚する。だがその過去を暴かれ、再び離婚することになる。

## スタッフ
- 監督: アルフレッド・ヒッチコック
- 製作: マイケル・バルコン
- 脚本: エリオット・スタナード
- 原作: ノエル・カワード
- 撮影: クロード・L・マクドネル
- 編集: イヴォール・モンタギュー

## キャスト
- イザベル・ジーンズ: ラリータ・フィルトン
- ロビン・アーヴァイン: ジョン・ホイットテッカー
- イアン・ハンター: 被告側の弁護士
- フランク・エリオット: ジョンの父
- フランクリン・ダイオール　ラリータの夫（元夫）
- エリック・ブランズビー・ウィリアムズ　記者
- ヴァイオレット・フェアブラザー　ジョンの母
- ダーシア・ディーン
- ドロシー・ボイド
- エニッド・スタンプ＝テイラー
- アルフレッド・ヒッチコック:カメオ出演